# Last Christmas (film)
Last Christmas je romantična komedija režiserja Paula Feiga, ki sta jo napisala Bryony Kimmings in Emma Thompson, ki je zgodbo napisala skupaj s svojim možem Gregom Wiseom. V glavnih vlogah igrata Emilia Clarke in Henry Golding.
Film je izšel 8. novembra 2019 v ZDA in teden kasneje v Združenem kraljestvu.

## Sinopsis
Kate v trgovini z božičnimi okraski dela kot prodajalka, svojo službo pa, medtem ko mora biti oblečena v palčico in zvončkljati s škornji, sovraži. Njeno življenje je polno slabih odločitev, hodi na avdicije, za njo je več neuspešnih zmenkov in prav nič ji ne gre po maslu. Ko v njeno življenje vstopi Tom, se ji življenje obrne na glavo in zdi se ji preveč dober, da bi bil resničen. In ko se London pripravlja na enega najčudovitejših praznikov v letu - božič, se zdi, da jima bližina ni usojena. A včasih je treba pustiti, da sneg pade, kamor lahko, včasih je treba prisluhniti srcu … in treba je imeti upanje.

## Zasedba
- Emilia Clarke kot Kate
  - Madison Ingoldsby kot mlada Kate
- Henry Golding kot Tom
- Michelle Yeoh kot Božiček
- Emma Thompson kot Adelia
- Rebecca Root kot Dr. Addis
- Lydia Leonard kot Marta
  - Lucy Miller kot mlada Marta
- Patti LuPone kot Joyce
- Ingrid Oliver[4] kot policistka Crowley
- Rob Delaney kot gledališki režiser
- Peter Serafinowicz kot gledališki producent
- Peter Mygind